# Krajková
Krajková (Duits: Gossengrün) is een gemeente in de Tsjechische regio Karlsbad. De gemeente ligt op 582 meter hoogte, ongeveer 10 kilometer ten noordwesten van de districtshoofdstad Sokolov.
Naast het dorp Krajková zelf liggen ook de dorpen Anenská Ves, Bernov, Dolina, Hrádek, Květná en Libnov binnen de gemeente.
Březová · Bublava · Bukovany · Chlum Svaté Maří · Chodov · Citice · Dasnice · Dolní Nivy · Dolní Rychnov · Habartov · Horní Slavkov · Jindřichovice · Josefov · Kaceřov · Krajková · Královské Poříčí · Kraslice · Krásno · Kynšperk nad Ohří · Libavské Údolí · Loket · Lomnice · Nová Ves · Nové Sedlo · Oloví · Přebuz · Rotava · Rovná · Staré Sedlo · Stříbrná · Svatava · Šabina · Šindelová · Sokolov · Tatrovice · Těšovice · Vintířov · Vřesová